# Arik Lavie
Arik Lavie sau Arik Laví (în ebraică:אריק לביא, n. 9 martie 1927 - 29 iunie 2004) a fost un cântăreț de muzică ușoară (folk, pop, rock) și actor israelian, născut în Germania.

## Biografie

### Copilărie și tinerețe
Lavi s-a născut in 1927 la Erfurt în Germania sub numele Leo Alexander Hauben, ca unic fiu al lui Edith Hauben, evreică originară din Bucovina. Tatăl său biologic, Samuel Kivman,era, se pare, un student în medicină din Riga, cu veleități literare, care a abandonat-o pe Edith, încă în timpul gravidității, când avea vârsta de 19 ani.  
Ea s-a măritat apoi cu Frank Inselsbacher, un combatant în Legiunea Străină franceză, care i-a conferit copilului numele său de familie, el devenind Leo Alexander Inselsbacher.
Perechea s-a stabilit cu copilul la Meknes în Maroc, dar la vârsta de 4 ani, tatăl vitreg a fost suspectat de spionaj, și a fost nevoit sa fugă în Spania și apoi, în Portugalia. Edith a plecat cu copilul la Marsilia, unde l-a dat în grija maicilor unei mănăstiri. Dar de acolo, fiind hiperactiv și greu de disciplinat, a fost îndepărtat după un an. Atunci mama sa, care nu avea intenția să-l crească, l-a trimis singur de la Marsilia la niște rude în Germania. I-a atârnat pe piept o hârtie cu datele de identitate și un apel la ajutor, care i-a asigurat în gările unde a tranzitat, asistența unor surori de la Crucea Roșie.  
După instaurarea regimului lui Hitler, în 1936, la vârsta de 9 ani, rudele l-au trimis în Palestina, care se afla pe atunci sub administrație britanică. El a fost predat câtorva familii adoptive, la care nu s-a putut adapta. În cele din urmă, a fost crescut în așezarea Kfar Barukh, unde mai târziu a deprins meseria de strungar. Și-a ebraizat numele în Arik Lavi (nume pe care l-a transcris în litere latine Lavie). Laví este una din denumirile ebraice pentru leu, iar Arik este numele hipocoristic pentru Arie, care înseamnă de asemenea leu, ambele nume corespunzând numelui propriu german Leo. Lavie a locuit, un timp, în așezarea Beit Zera, și s-a înrolat la baza poliției așezărilor evreiești de la Kiryat Haim. În timpul serviciului ca om de pază (Notér), Lavie și-a început cariera de cântăreț în cafeneaua de pe litoralul Galia din Kiryat Yam. 
S-a alăturat apoi unităților de asalt evreiești Palmach și în 1947 a lucrat ca muncitor de scenă la spectacole ale ansamblului muzical militar Hacarmel. Vocea lui fiind  remarcată de "Bomba" Tzur, unul din membrii ansamblului, Lavie a fost cooptat cu succes în această formație.

### Cariera artistică
În anii 1950 Lavi a jucat ca actor la Teatrul Kameri din Tel Aviv și a cântat în formația Shloshet Hameitarim (Trei Coarde), specializată în cântece pastorale ebraice. În cursul vieții sale, Lavie a înregistrat sute de cântece din genul zemer ivrí (cântec ebraic), apărând atât pe scenele teatrale, cât și în musicaluri și filme.
Între altele, a jucat in mai multe filme artistice - Givat 24  eyná oná (Dealul 24 nu răspunde), Hamivtza Yonatan (Operation Thunderbolt), Susetz (Rocking Horse) , Hor balevaná (Hole in the Moon), și a publicat mai multe albume solo și împreună cu alți interpreți, de pildă în Trioul Aravá, alături de cântăreții Shimon Israeli și Tzvi Borodo). De asemenea a cântat la canalul de televiziune, pe atunci unic, al Israelului. 
În afară de muzică folk israeliană, Lavie s-a numărat printre primii cântăreți din țara sa care au cântat muzică pop. Unul din succesele sale în anii 1960 a fost „Hasela Haadom” (Stânca roșie), care evoca tentativele uneori fatale ale unor tineri israelieni de a trece granița în Iordania pentru a admira orașul antic Petra. 
Scriitorul James A. Michener s-a referit la astfel de pelerinaje în romanul „The Drifters”. 
Alte cântece cunoscute ale lui Lavie au fost Shir hakatar (Cântecul locomotivei), Shir hahéd (Cântecul ecoului), Shir stav (Cântec de toamnă), Ze korè (Se întâmplă), Nigun atik (Nigun antic), etc  
În albumul „Haprutá vehayaréakh („Luna și moneda) înregistrat în compania grupului „Shokolad, Menta, Mastik , Lavie a reînnoit cântece ebraice mai vechi, între care cântece ale Palmahului. De asemenea a înregistrat cântece ale mișcărilor de tineret și în 1974 a participat la un album cu asemenea cântece. Au rămas de neuitat cântecele Yesh li Kineret (Eu am un Kineret), At hakí li vaahzor (Așteaptă-mă și mă voi întoarce), Ani maamin (Crezul) (cunoscut și ca Sahki sahki - Râzi, Râzi)
Lavi a cântat în fața militarilor în războaiele  Israelului - În zilele de tensiune dinaintea Războiului de Șase Zile, a interpretat șlagărul mobilizator „Násser mehakè leRábin”  (Nasser îl așteaptă pe Rabin) pe cuvintele lui Haim Hefer. După terminarea războiului Lavie a înregistrat cântecul „Shuv lo nelekh” (Nu vom mai pleca) („Reyi Rahel, Reyí” - „Vezi Rahel, vezi”). În urma Războiului de Yom Kipur  
a cântat „Shir hu lo rak milim” (Un cântec nu e doar cuvinte), iar in timpul 
Războiului din Liban din 1982 cântecul „Haabir (Cavalerul), amândouă fiind și cântece de protest și pentru pace. 
La sfârșitul anului 1988 Lavie a publicat albumul dublu Kol Hahalomot  (Toate visele) în care a interpretat cântecul emblematic al albumului (muzica de David Krivoshey) în duet cu fiica sa, Noa.
În 1990 s-a lansat un alt album al lui Lavie, „Oreakh shel hazman haboréakh” (Oaspete al timpului fugar) în care s-au evidențiat versiunea sa la Shir Haemek (Cântecul Văii) recunoscut după cuvintele Báa menuhá layaghéa (Celui istovit îi sosește odihna). Lavie și Guy Meroz au asigurat producția muzicală a albumului.
În 1998 are loc lansarea unui album antologic „Hameitav” (Cele mai bune cântece). 
ULtimul său album a fost „Arik Lavie - bedarkhi sheli - (În felul meu-- înregistrări rare)  conținând înregistrări rare din anii 1970 pe care a apucat să le editeze inaintea mortii sale în 2004. Cântecul principal al albumului a fost Bedarkhí shelí, o versiune cover a cântecului lui Claude François „Comme d'habitude” care a devenit mai cunoscut in lume ca „My Way” în interpretarea lui Frank Sinatra și pe care l-a tradus Lavie în ebraică evocând propriul său trecut. 
Ultimul cantec înregistrat de cântăreț a fost „Kotfey Hakafè” (Culegătorii de cafea) într-o versiune electronică, împreună cu formația Hayonim (Porumbeii) în albumul Az haya az (Atunci a fost atunci)

### Actorie în teatru și cinema
Arik Lavie a participat , între altele, la spectacolele de teatru cu piesele El a mers prin ogoare de Moshe Shamir, Utz li Gutz li de Avraham Shlonsky, Opera de trei parale de Bertolt Brecht și Kurt Weill (muzica), musicalurile Eu și regele,  My Fair Lady de Frederick Loewe și Alan Jay Lerner, Hakosem!(Vrăjitorul!) de Uri Paster (textul și regia) și Yaron Kafkafi (muzica), Irma La Douce de Marguerite Monnot (muzica) și  Alexandre Breffort, (atât în Israel, cât și în teatre de pe Broadway).
În 1963 împreună cu soția sa, actrița Shoshik Shani, pus in scena comedia Hu ve hi (El și ea) de Ephraim Kishon despre dificultățile vieții unei perechi căsătorite. La  începutul anilor 1970 cei doi au locuit o vreme în Statele Unite, unde au jucat în musicalul Lihiot od kaitz velaavor od hahoref, (To Live Another Summer -Să mai trăiești o vară si să mai supraviețuiești o iarnă) de Dubi Seltzer și Haim Hefer. La întoarcerea din America au jucat în altă comedie a lui Kishon Ho,Ho,Iulia, pe care au interpretat-o și în Germania de Vest.
Arik Lavie a jucat în numeroase filme artistice, precum  Mivtza Yonatan (Operațiunea Entebbe) în regia lui Menahem Golan, comedia Hashigaon hagadol (Marea nebunie) în regia lui Naftali Alter si pe scenariul lui Menahem Golan, Hamuvtal Batito (Șomerul Batito) în regia lui Zeev Revah, scenariu de Zeev Revah și Nissim Azikri după piesa lui Yosef Lapid, Prindeți-l pe hoț! Aliza Mizrahi, în regia lui Menahem Golan, Susetz (Cal de lemn),  în regia lui Yaki Yosha, după romanul lui Yoram Kaniuk, Ghivá 24 eyná oná (Dealul 24 nu răspunde) în regia lui Thorold Dickinson, după o povestire de Tzvi Kulitz, Hor balevaná (Gaură în lună) în regia lui Uri Zohar si după scenariul lui Amos Kenan, Margot shelí în regia lui Menahem Golan, Odot Hamonitin (Despre prestigiu) în regia lui Yoram Kislev, etc.
Arik Lavie a murit in 2004 de o boală de inimă la Spitalul Beilinson (Centrul medical Rabin) din Petah Tikva. A fost înmormântat la Cimitirul Hayarkon de lângă Petah Tikva.

## Viața privată
Arik Lavie a fost căsătorit cu Shoshik Shaní, născută Sprung, și cuplului i s-au născut doua fiice: Noa, căsătorita Sadè, în trecut actriță și, în prezent, conferențiară de sociologie și cercetătoare a mediului televizat la Colegiul academic Tel Aviv, și Yael Lavie, jurnalistă, regizoare și cercetătoare. Un unchi matern al lui Lavie a fost Fredrich Fritz Hauben, filolog latinist, care a fost profesor de limba latină și de literatura română la Liceul Israelit din Timișoara. El a emigrat ulterior în Israel.

## In memoriam

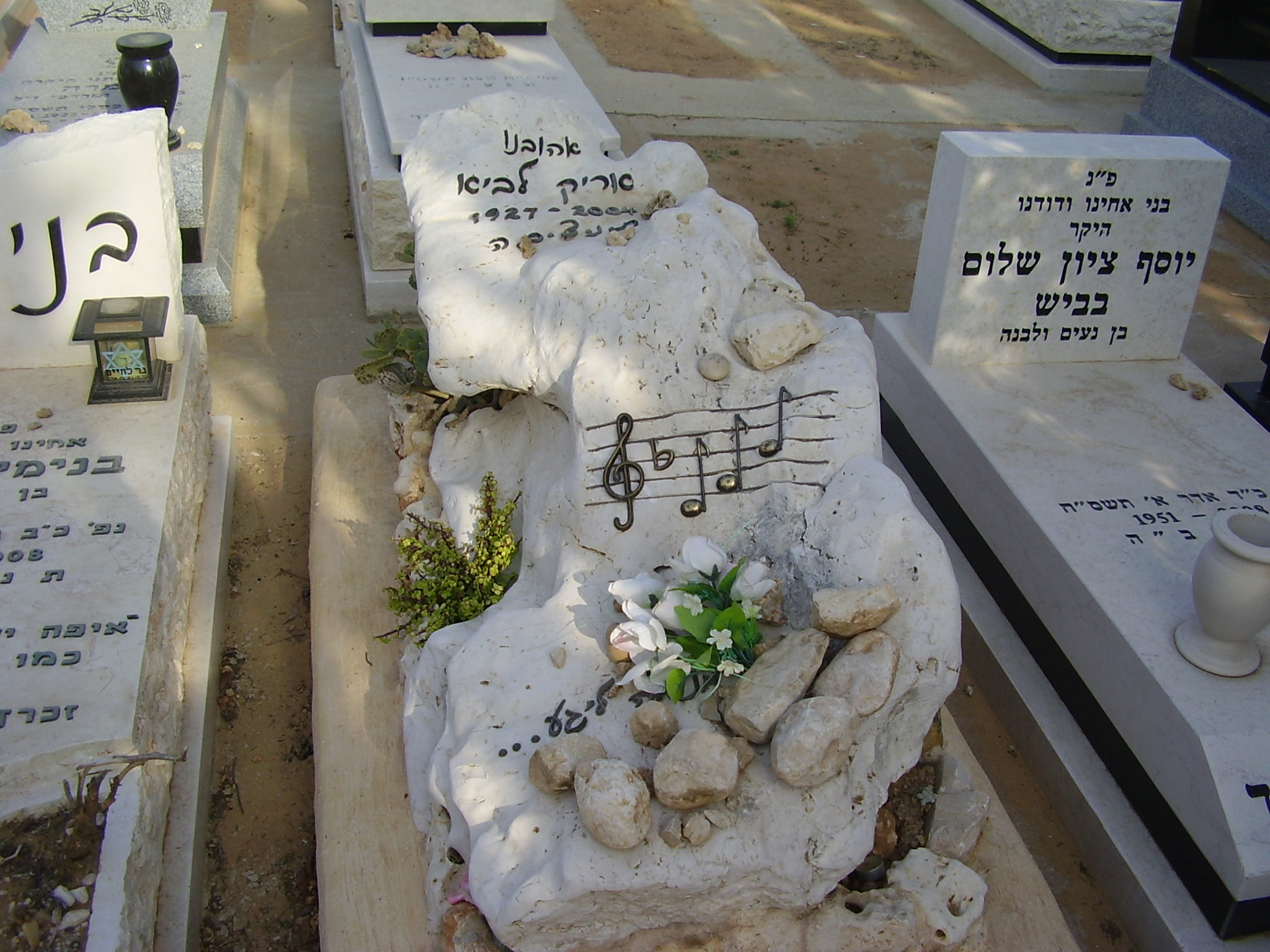
Mormântul lui Arik Lavie la Cimitirul Hayarkon

- Colegiul BPM decernează o bursă Arik Lavie pentru muzică și producție muzicală
- Iunie 2014 -  La un deceniu de la moartea lui Lavie, primăria orașului Tel Aviv a montat o placuta memoriala la intrarea in casa în care au locuit artistul și soția lui pe strada Basel 38 din oraș.
- 2017 - fiica lui Lavie, Yael, a regizat filmul documentar

Lama lo amart li? (De ce nu mi-ai spus?) despre viața tatălui ei   